# جمهوری چک در المپیک تابستانی ۲۰۲۴
کاروان المپیکی جمهوری چک، که توسط کمیته بین‌المللی المپیک، چک نامیده می‌شود، یکی از کاروان‌های شرکت‌کننده در بازی‌های المپیک تابستانی ۲۰۲۴ بود. این مسابقات از ۲۶ ژوئیه تا ۱۱ اوت ۲۰۲۴ (۵ تا ۲۱ امرداد ۱۴۰۳ خورشیدی) به میزبانی پاریس، پایتخت فرانسه برگزار شد. ورزشکاران چک در تمامی مسابقات به جز سه دوره شرکت کرده‌اند؛ ۱۸۹۶ آتن، ۱۹۰۴ سنت لوسیا و ۱۹۸۴ لس آنجلس به عنوان بخشی از تحریم آمریکا توسط شوروی. این حضور، نهمین حضور چک به عنوان یک کشور مستقل در ادوار المپیک بود. آنها پیشتر تحت عنوان چکسلواکی در این مسابقات شرکت کرده بودند.
کاروان چک پاریس را با مجموع ۵ مدال (سه طلا و دو برنز) ترک کردند که کمترین میزان کسب مدال از بازی‌های المپیک تابستانی ۱۹۳۲ بود. دو مدال از این پنج مدال در بخش قایقرانی کسب شد، و سه مدال دیگر در بخش‌های شمشیربازی، تنیس و دو و میدانی به‌دست آمد.
این دوره از مسابقات، نخستین دوره‌ای پس از استقلال چک بود که در آن، موفق به کسب هیچ مدالی در بخش اسلالوم نشدند. این ورزش، موفق‌ترین مدال‌آورترین ورزش در کشور چک است.

## مدال‌آوران
| مدال | نام                                          | ورزش        | رویداد                      | تاریخ  |
| ---- | -------------------------------------------- | ----------- | --------------------------- | ------ |
| طلا  | کاترینا سینیاکوا توماش ماچاچ                 | تنیس        | دونفره مختلط                | ۲ اوت  |
| طلا  | مارتین فوکسا                                 | قایق رانی   | کانو یک‌نفره ۱۰۰۰ متر مردان  | ۹ اوت  |
| طلا  | یوزف دوستال                                  | قایق رانی   | کایاک یک‌نفره ۱۰۰۰ متر مردان | ۱۰ اوت |
| برنز | جیری بران جاکوب جورکا مارتین روبش میکال چوپر | شمشیربازی   | تیم épée مردان              | ۲ اوت  |
| برنز | نیکولا اوگرودنیکووا                          | دو و میدانی | پرتاب نیزه                  | ۱۰ اوت |

## شرکت‌کنندگان
کمیته المپیک جمهوری چک، ۱۱۱ ورزشکار شامل ۶۲ ورزشکار مرد و ۴۹ ورزشکار زن را برای رقابت در ۲۳ ورزش در این دوره از بازی‌های المپیک اعزام کرد. این کاروان از نظر شمارش، یکی از دو کاروان کم‌شمار چک پس از استقلال از چکسلواکی در تاریخ المپیک بود. این دوره، دومین دوره‌ای بود که هیچ تیم ورزشی از چک مجوز حضور در بازی‌های المپیک را کسب نکرده بود. از کاروان ۱۱۱ نفره‌ی چک، ۵۱ نفر آنها پیشتر دستکم در یک دوره از المپیک شرکت کرده‌اند.
| ورزش              | مردان | زنان | کل  |
| ----------------- | ----- | ---- | --- |
| تیراندازی با کمان | ۱     | ۱    | ۲   |
| دو و میدانی       | ۱۷    | ۱۳   | ۳۰  |
| بدمینتون          | ۳     | ۱    | ۴   |
| قایقرانی          | ۷     | ۴    | ۱۱  |
| دوچرخه‌سواری       | ۴     | ۳    | ۷   |
| سوارکاری          | ۲     | ۰    | ۲   |
| شمشیربازی         | ۵     | ۰    | ۵   |
| گلف               | ۰     | ۲    | ۲   |
| ژیمناستیک         | ۰     | ۱    | ۱   |
| جودو              | ۲     | ۱    | ۳   |
| پنج‌گانه مدرن      | ۲     | ۲    | ۴   |
| روئینگ            | ۲     | ۴    | ۶   |
| قایقرانی بادبانی  | ۰     | ۳    | ۳   |
| تیراندازی         | ۷     | ۲    | ۹   |
| سنگ‌نوردی          | ۱     | ۰    | ۱   |
| شنا               | ۳     | ۲    | ۵   |
| تنیس روی میز      | ۰     | ۱    | ۱   |
| تکواندو           | ۰     | ۲    | ۲   |
| تنیس              | ۳     | ۴    | ۷   |
| سه‌گانه            | ۰     | ۱    | ۱   |
| والیبال           | ۲     | ۲    | ۴   |
| وزنه‌برداری        | ۱     | ۰    | ۱   |
| کل                | ۶۲    | ۴۹   | ۱۱۱ |